# Solvabilité II
Solvabilité II, surnom de la Directive 2009/138/CE du Parlement européen et du Conseil du 25 novembre 2009, est une réforme réglementaire européenne du monde de l'assurance. Dans la lignée de Bâle II, son objectif est de mieux adapter les fonds propres exigés des compagnies d'assurance et de réassurance aux risques que celles-ci encourent dans leur activité. La date d'effet de cette directive est le 1er janvier 2016.

## Contexte
Dans le mouvement de la redéfinition de la marge de solvabilité en fonction des risques pour l'ensemble des risques financiers, après la banque et la mise en place de la directive européenne sur les fonds propres réglementaires (Directive CRD), liée à l'accord Bâle II, c'est au tour de l'assurance de voir sa réglementation s'adapter pour intégrer le risque. Après Solvabilité I qui prévoyait une marge de solvabilité déterminée en fonction de pourcentages sur les primes et les sinistres, la réglementation des assurances passe à des règles plus complexes intégrant le risque, soit par l'application d'une formule standard, soit par la prise en compte d'un modèle interne. Notons que la crise des subprimes, loin d'avoir mis entre parenthèses cette réforme, a convaincu la Commission Européenne de légiférer pour se prémunir des risques dits systémiques (défaillances en chaîne des acteurs - banques, assureurs... - du monde financier).

## Présentation
La directive Solvabilité II, comme la directive CRD pour les banques, est organisée en trois piliers ayant chacun un objectif.
Le premier pilier a pour objectif de définir les normes quantitatives de calcul des provisions techniques et des fonds propres. Ces niveaux règlementaires sont définis pour les fonds propres.
Le deuxième pilier a pour objectif de fixer en interne des normes qualitatives de suivi des risques, et explique la manière dont les autorités de contrôle exercent leurs pouvoirs de surveillance.
Le troisième pilier est orienté vers la communication financière. Il a pour objectif d'accroitre la transparence de l'information transmise au public et aux autorités de contrôle. Cela se matérialise par la production, pour chaque exercice comptable annuel, de deux rapports (dits rapport narratifs) : le SFCR (Solvency and Financial Conditions Report), à l'attention du public ; et le RSR (Regular Supervisory Report), à l'attention des autorités de contrôle. Pour chaque exercice comptable, trimestriel ou annuel, des rapports quantitatifs appelés QRT (Quantitative Reporting Templates) sont par ailleurs transmis à l'EIOPA.

### Pilier I  : Les exigences quantitatives

#### Le bilan Solvabilité II
Le pilier I de Solvabilité II traite des exigences quantitatives. Il expose les règles qui permettent d'évaluer les éléments d'actif et de passif afin de construire un bilan comptable spécifique à Solvabilité II. Ce bilan diffère du bilan en norme comptable française en ce qu'il propose une vision économique. Les éléments de l'actif du bilan sont évalués en valeur de marché. Le passif est scindé en deux parties : les provisions techniques et les fonds propres. Les provisions techniques sont elles-mêmes la somme de deux postes : la marge de risque et la meilleurs estimation. Les textes règlementaires donnent tous les détails nécessaires pour la construction du bilan Solvabilité II.
Le SCR devrait devenir l'outil principal des autorités de contrôle. En effet, Une compagnie qui ne serait pas en mesure de démontrer que son niveau de fonds propres est suffisant pour couvrir ces risques devra soumettre à son autorité de contrôle pour approbation un plan précisant comment et quand elle pourra à nouveau respecter ces critères.

#### Le Capital de Solvabilité Requis (CSR)
Le Capital de Solvabilité Requis (CSR), plus souvent appelé par son abréviation en langue anglaise SCR (pour Solvency Capital Requirement), correspond à l'exigence en fonds propres nécessaire pour faire face aux risques définis par la norme sur une certaine période, également précisée par la norme.
Le calcul du SCR est fondé sur l'exposition à divers risques, et incorpore tous les risques liés à l'activité de la compagnie, c'est-à-dire principalement : le risque de souscription, le risque de crédit, le risque opérationnel, le risque de liquidité et le risque de marché.
Les assureurs et réassureurs sont contraints de mesurer ces risques et de s'assurer qu'ils ont suffisamment de fonds propres pour les couvrir à un horizon d'une année avec une probabilité de 99,5 % (ce qui correspond en moyenne à une faillite tous les 200 ans).
Les assureurs et mutuelles peuvent opter pour un mode de calcul du SCR basé sur la formule standard ou le modèle interne complet (basé sur leur structure de risque spécifique), ou bien encore pour un mode de calcul hybride, le modèle interne partiel (en panachant, suivant les branches de l'entreprise ou suivant les risques, formule standard et modèle interne).
L'approche de la formule standard est en cours de définition et calibrage au travers de QIS Il est probable, comme l'a réaffirmé la Commission européenne que ceux ayant opté pour l'approche standard se verront imposer une exigence de capital complémentaire par rapport à ceux ayant opté pour un modèle interne.
Pour les compagnies voulant opter pour un modèle interne, une validation de l'autorité de contrôle sera requise préalablement à la détermination effective du SCR à partir de ce modèle interne. Le CP, no 37 a été établi par le CEIOPS, qui définit ces modalités de validation. L'approche par le modèle interne est plus consommatrice de ressources mais, au-delà de son utilisation des fins réglementaires, cette approche est aussi la seule à apporter des éléments permettant une meilleure maîtrise de l'activité de la société et de dégager des stratégies alternatives.
L'approche hybride autorise quant à elle des modèles simplifiés comprenant quelques éléments de standardisation. Cette approche devrait intéresser plus particulièrement les assureurs et réassureurs de taille petite et moyenne taille n'étant pas en mesure de fournir une modélisation complète de leur activité, mais ne permettra pas de tirer parti de l'ensemble de la puissance des modèles internes complet. En effet, l'approche hybride (ou modèle interne partiel) devra prendre en compte l'approche par silo pour la corrélation entre risque qui empêchera de mettre en œuvre l'approche intégrée du modèle interne complet étant la seule permettant d'aboutir à une distribution probabilisée complète des résultats.

#### Le ratio de solvabilité
Le ratio de solvabilité correspond au rapport entre les fonds propres éligibles au SCR et le SCR :
{\displaystyle {\text{Ratio de solvabilité}}={\frac {{\text{FP}}_{\text{éligibles au SCR}}}{\text{SCR}}}}
Les fonds propres éligibles au SCR sont les éléments de fonds propres qui peuvent être appelés pour couvrir les risques pris en compte dans le calcul du SCR. Ces fonds propres éligibles au SCR doivent être supérieurs à l'exigence minimale de fonds propres, c'est-à-dire qu'ils doivent être supérieurs au SCR. Autrement dit, un ratio de solvabilité qui est inférieur à 100% traduit une situation d'insolvabilité. Les règles précises de détermination des éléments  de fonds propres éligibles au SCR sont présentées dans les textes règlementaires.

### Pilier II: Les exigences qualitatives
Le pilier II de Solvabilité II regroupe les différentes exigences qualitatives. Ces exigences se traduisent par les deux objectifs suivants :
- s'assurer du déploiement d'un système de gouvernance efficace et d'une politique de gestion des risques adéquate ;
- conduire un processus d'évaluation des risques et de la solvabilité, dit ORSA (Own Risk and Solvency Assessment).

Le premier de ces points constitue un développement majeur par rapport à Solvabilité I. Il vise à garantir une gestion saine et prudente de l'activité. Au sein de l'organisation, les responsabilités doivent être correctement établies et séparées. Dans son ensemble, la structure organisationnelle doit être transparente. En complément, la mise en place de politiques écrites, dont la validation est soumise au Conseil d'Administration ou au Conseil de surveillance, est nécessaire. Ce système de gouvernance se veut proportionné à la nature et à la complexité de l'organisme.

### Pilier III  : Les informations à destination du public et du superviseur
Le pilier III concerne la communication des informations des deux précédents piliers. Les destinataires des publications sont le public ou les autorités de contrôle. La mise en place du pilier III a pour objectif une harmonisation au niveau européen, tant au niveau du contenu que du format, des informations communiquées.
Les informations communiquées sont à la fois qualitatives et quantitatives. Elles sont principalement transmises à une échéance annuelle, et dans une moindre mesure à une échéance trimestrielle. Au terme d'un exercice comptable annuel, deux rapports (dits rapports narratifs) sont publiés :
- Le SFCR (Solvency and Financial Conditions Report) : à destination du public ;
- Le RSR (Regular Supervisory Report) : à destination des autorités de contrôle.

En complément de ces rapports, des templates de données appelés QRT (pour Quantitative Reporting Templates) sont transmis aux autorités de contrôle au format XBRL. Les QRT sont également rendus dans une version diminuée à une échéance trimestrielle.

## Le calendrier de mise en place
Le contexte de crise bancaire et de risque systémique de 2009 ont accéléré l'adoption de la directive Solvency2 par la Commission Européenne. La directive a été votée le 22 avril 2009.
Quelques mois plus tard, le 27 juillet 2009, la France désignait une nouvelle structure de supervision des assureurs et mutuelles, l'Autorité de contrôle prudentiel (ACP) en remplacement de l'ACAM, du CEA, de la Commission Bancaire et du CECEI. Désormais, Banques (assujetties à Bâle 2) et Assureurs/mutelles, se trouvent placés sous cette même supervision de l'ACP, elle-même placé sous la tutelle de la Banque de France.
Au travers des QIS et des articles de consultation qui se succèdent (et vont continuer à le faire durant l'année 2010), les acteurs du marché sont très sollicités afin que ces modalités prennent en compte au mieux les risques sous-jacents à l'activité d'Assurance et de Réassurance. Cette approche va permettre au CEIOPS et au marché, par ses contributions, de définir et calibrer les nouvelles règles prudentielles du marché de l'Assurance et de la Réassurance dans l'Union européenne.

### Les études d’impact (QIS)
La première étude d'impact, QIS1, a porté sur l'évaluation des provisions techniques (escompte, MVM).
En France, le marché apparaît sur-provisionné.
La seconde étude, QIS2, a fourni un premier canevas d'évaluation du besoin en capital et de prise en compte de la diversification des risques, bien que l'objet affiché de cette étude était surtout méthodologique.
La troisième étude, QIS3, a eu lieu en 2007. 1027 intervenants du monde de l'assurance ont participé. Le rapport a été publié en novembre 2007. Cette étude avait pour principal but d'obtenir un calibrage des formules standards pour le calcul du MCR et du SCR, mais aussi d'introduire la problématique spécifique des groupes.
Le rapport du QIS4 a été publié par le CEIOPS le 19 novembre 2008 sur la base de la consultation menée d'avril à juillet 2008. Le principal objectif de cette étude était de déterminer les mesures techniques d'application de deuxième niveau.
La cinquième étude, QIS5 , a été publiée le 14 mars 2011 par l'EIOPA. 2530 assureurs et réassureurs européens ont participé à l'étude, ce qui représente 68 % des entreprises affectées par Solvabilité II. L'objectif du QIS5 était de définir l'impact de Solvabilité II sur le bilan des entreprises et de vérifier la cohérence des propositions faites face aux objectifs visés.

### Les papiers de consultation[3]
Parallèlement aux études d'impact, le CEIOPS a publié et publiera des papiers de consultation suivant la même procédure qu'effectuée en mai 2004 pour les trois vagues d'appel à conseil (Waves of Calls for Advice en anglais).
Deux papiers de consultation ont été publiés en juillet 2006 qui ont fait l'objet d'une réponse de la part du marché à la mi-septembre 2006 :
- le CP13[12] concernait les modèles internes de risques, les modalités de contrôle et son harmonisation au niveau européen,
- le CP14[13] concernait la problématique spécifique des groupes : diversification, coordination du contrôle, entités hors Union européenne consolidées.

Six autres papiers de consultation ont été publiées en novembre 2006 et ont fait l'objet de très nombreuses réponses de la part du marché à la mi-janvier 2007. Le CEIOPS devrait en proposer une synthèse en mars 2007. Ces papiers de consultation ont traité de tous les piliers :
- Pilier I : le CP20[14] reprend l'ensemble des éléments quantitatifs du Pilier I (provisions techniques, MVM, MCR, SCR...), et le CP19[15] précise les règles qui s'imposeront en matière d'actifs en regard des provisions et du SCR, traitant plus particulièrement des risques de concentration et de liquidité,
- Pilier II : le CP18[16] traite de l'harmonisation du contrôle au niveau européen et plus spécifiquement des pouvoirs et en particulier, de sanction; le CP17[17] tente de donner un cadre méthodologique au "capital add-on" (voir aussi le CP57[18]) ; et enfin le CP16[19] traite de la réassurance et plus particulière des règles d'admissibilité,
- Pilier III : le CP15[20] traite de la communication / publication des informations.

Enfin, d'autres papiers de consultation seront publiés avant la publication par le CEIOPS de son avis final à destination de la commission européenne devant intervenir au printemps 2008.
En particulier, il est prévu qu'un papier de consultation soit destiné à préciser les éléments quantitatif et qualitatif qui seront nécessaires pour obtenir la validation d'un modèle interne par les autorités de contrôle.
Il est ensuite envisagé que la directive européenne Solvabilité II devienne effective en 2008/2009 pour une mise en application au 31 octobre 2012, lorsque les discussions entre la commission européenne et le parlement européen auront abouti et que cette directive aura été retranscrite dans les législations nationales par chaque parlement.

### PlanningSolvabilité II
2006
- 1er trimestre : Analyse des résultats de QIS1[8]
- Avril : Le CEIOPS[5] fournit un avis à la commission européenne sur le modèle "standard" permettant de déterminer les différents niveaux de fonds propres MCR et SCR
- Mai : Lancement du QIS2[9]
- Juillet : Publication des papiers de consultation[3] CP13[12] et CP14[13]
- Fin juillet : Limite de remise des résultats du QIS2[9] par les compagnies
- Mi-septembre : Fin de la consultation sur les papiers[3] CP13[12] et CP14[13]
- Octobre : Analyse des résultats du QIS2[9]
- Novembre : Publication des papiers de consultation[3] CP15[20] à CP20[14]

2007
- Mi-janvier : Fin de la consultation sur les papiers[3] CP15[20] à CP20[14]
- Avril : Lancement du QIS3
- Juin : Limite de remise des résultats du QIS3 par les compagnies
- Juillet : le CEIOPS[5] fournit un avis final à la Commission européenne qui publie une proposition de directive. Cette directive ne devrait pas aller au-delà des grands principes généraux (de "niveau 1" dans le processus Lamfalussy) et devrait comporter aucune spécification de modèle
- Octobre : Publication d'un papier de consultation[3] sur le MCR et le SCR (formules standards : modèle et calibrage)

2008
- Poursuite des travaux du CEIOPS[5] pour la mise en œuvre pratique de la directive (mesures de niveau 2 et niveau 3 dans le processus Lamfalussy) comprenant la spécification des modèles.
- Mars : Avis final du CEIOPS[5] sur les formules standards et début des débats au parlement européen
- Avril : Début du QIS 4.
- Juin : Limite de remise des résultats du QIS 4 par les compagnies (questionnaire solo).
- Juillet : Limite de remise des résultats du QIS 4 par les compagnies (questionnaire groupe).

2009
- Mars : Adoption de la réforme par le parlement européen[21]
- 23 avril : Vote de la réforme (93 voix pour, 80 voix contre et 3 abstentions).
- Entrée en vigueur de la directive européenne Solvabilité II
- Transposition de la directive dans les différents droits nationaux
- 22 avril : Création par le conseil des Ministres français de l'Autorité de contrôle prudentiel (ACP) comme superviseur commun aux banques et aux assureurs et mutuelles.

2010
- Janvier : Publication de l'ordonnance française portant fusion des autorités d'agrément et de contrôle de la banque et de l'assurance pour créer l'Autorité de Contrôle Prudentiel[22]
- Juillet : Lancement du QIS5
- Fin octobre/Mi-novembre : Limite des remises de résultats du QIS5 par les compagnies

2010/2012
- Publication des comptes suivant la directive Solvabilité II